# Onthophagus rugulipennis
Onthophagus rugulipennis es una especie de insecto del género Onthophagus, familia Scarabaeidae, orden Coleoptera.

Fue descrita científicamente por Fairmaire en 1887.